# いろはにほへと (テレビドラマ)
『いろはにほへと』は、ラジオ東京テレビ（KRテレビ。現・TBSテレビ）が1959年に制作・放送したテレビドラマ、および1960年に公開された映画。
保全経済会事件をモデルに、政治不信や人間社会の不条理を描いた作品。脚本は橋本忍。

## あらすじ
理事長・天野竜一が率いる匿名組合投資経済会は、多くの庶民から金銭を集めて高額配当を行い、「日本における、庶民のための唯一の投資銀行」として名を馳せていた。その一方で、警視庁捜査二課の刑事・松本宗治は、この組織に疑問を感じて、幾年も経済会の内偵を行ってきた。しかしながら松本は、それらに対する事件性の確証を、なかなかつかめずにいた…

## テレビドラマ
演出は岡本愛彦（他の演出スタッフに中川晴之助、真船禎）。脚本は橋本忍。音楽は市場幸介、冬木透。なお、岡本と橋本は、前年に同局製作の『私は貝になりたい』を手がけたコンビである。
第14回文部省芸術祭参加作品として、1959年11月20日の22:00 - 23:45に、三洋電機の一社提供番組『サンヨーテレビ劇場』で放送。視聴者から反響を呼び、前年の『私は - 』に続いて文部大臣賞芸術祭賞（現・芸術祭大賞）を受賞した。後に「TBSテレビ開局20周年 芸術祭ドラマシリーズ」の一環で、1975年4月12日（日付上は13日）0:00に再放送された。
このドラマは現在、横浜市にある放送ライブラリーにて、無料で閲覧することができる。

### 主なキャスト
- 松本宗治：伊藤雄之助
- 天野竜一：芦田伸介
- 西垣：宮口精二
- 黒河：殿山泰司
- 磯辺：三井弘次
- 三宅：織田政雄
- 松本満子：桜むつ子
- 松本美沙：香川京子
- 松本ムネ：飯田蝶子
- およね：藤間紫

## 映画
前年のテレビドラマに対する評判を受けて、1960年には映画版が制作された。配給は松竹（大船撮影所製作）。
映画版にあたって橋本は、『ハワイ・ミッドウェイ大海空戦 太平洋の嵐』でコンビを組んだ国弘威雄と共に脚色を行った。監督には、後に『智恵子抄』などを手がけた中村登。撮影は、小津安二郎作品で知られる厚田雄春が務めた。また、音楽には黛敏郎を起用した。メインキャストの多くは、テレビドラマ版と同じである。
第15回毎日映画コンクールにて、脚本賞を受賞。かつてVHSでソフト化されたが、現在は廃盤である。

### 主なキャスト
- 松本宗治：伊藤雄之助
- 天野竜一：佐田啓二
- 西垣：宮口精二
- 黒河：殿山泰司
- 磯辺：三井弘次
- 三宅：織田政雄
- 松本満子：桜むつ子
- 松本美沙：城山順子
- 松本ムネ：浦辺粂子
- 芥：諸角啓二郎
- およね：藤間紫
- 皆川：田村保
- 大崎：柳永二郎
- 高森：佐々木孝丸
- 太平電鉄社長：北竜二
- 商人A：中村是好
- 関西の支店長：小笠原章二郎
- チンピラ：小瀬朗